# Le Sacre du tympan
Le Sacre du Tympan est un ensemble de jazz français.

## Biographie
Le groupe est formé en 1998 par Fred Pallem, qui en est le bassiste et le compositeur. Fred a été fortement influencé par André Popp, Charles Ives, François de Roubaix, Duke Ellington, et Neil Young[réf. souhaitée]. Il s'inscrit dans la tradition d'orchestres du style Spike Jones. En 2000, Le Sacre du Tympan remporte le « Premier prix d'orchestre » au concours de Jazz à la Défense.
Lors du premier album homonyme de 2002, le groupe est composé de 17 musiciens, et pour un certain nombre d'entre eux issus du département jazz du CNSM de Paris. Orchestre accompagnateur de la cérémonie des victoires de la musique en 2003 et 2004, le Sacre du Tympan est lauréat en 2006 dans la catégorie « Révélation française de l'année » avec l'album Le Retour.. Cet album comprend en plus des compositions originales trois compositions d'André Popp. En invités : Vincent Ségal (violoncelle), Médéric Collignon (cornet), Sylvain Lemetre (percussions). La Grande Ouverture sort en janvier 2008 avec la même formation, et comprend des reprises de Charles Ives, Michel Magne, André Popp, Burt Bacharach, Lionel Hampton, Aaron Copland. Les invités sont Piers Faccini, Sanseverino, Matthieu Chedid, Juliette Paquereau, Sébastien Tellier, Alice Lewis, Marcel Kanche, André Minvielle. L'album sera nommé aux Victoires de la musique.
Soundtrax est le quatrième album du groupe, sorti en 2011. Outre le programme traditionnel à 17 musiciens qui continue de tourner, Le Sacre du Tympan se développe du jazz à l'electro, en passant par le rock, accompagnés de danse ou de vidéo. En 2017, Le Sacre du Tympan revisite les bandes originales des films des années 1970, ainsi que de célèbres génériques de dessins animés dans l'album Cartoons.
En 2020, dans une formation réduite (sauf pour les cordes), Fred Pallem met en voix (un narrateur par texte) et en musique 14 fables de Jean de La Fontaine.
En janvier 2022, le groupe clôture le week-end cinéma organisé par la Direction de la Musique et de la Création de Radio France consacré à Michel Legrand à la Maison de la radio et de la musique.

## Style musical et thèmes
Les nouvelles compositions restent inspirées par le cinéma, et les compositeurs français avec leur French touch (Francis Lai, Michel Magne, François de Roubaix), mais elles sont également l'occasion d'exprimer le côté résolument rock du Sacre du Tympan.
L'Homme orchestre - François de Roubaix est un hommage à François de Roubaix, compositeur français de musiques de film. Créé pour le festival Jazz à la Villette en septembre 2008, il est entièrement consacré au répertoire du compositeur revu sous un angle plus électronique grâce à une instrumentation axée sur les synthétiseurs et autres instruments électriques, et à la participation d'un VJ qui improvise une performance à partir d'images d'archives inédites.

## Membres Actuels
- Fred Pallem — basse
- Vincent Taeger — batterie
- Rémi Sciuto — flûtes, synthétiseurs, harpe, ocarina
- Guillaume magne — guitare
- Ludovic Bruni — guitare
- Stéphane Bartelt — guitare
- Guillaume Lantonnet — guitare
- Christine Roch - Fabien Debellefontaine - Fred Gastard — saxophone
- Sebastien Palis - Frederic Escoffier — Claviers
- Fabrice Martinez - Sylvain Bardiau - Claude Egea — trompettes
- Daniel Zimmermann - Mathias Mahler — Trombone
- Lionel Ségui — trombone basse

## Discographie
- 2002 : Fred Pallem and Friendz : Le Sacre du Tympan (Le Chant du monde)
- 2005 : Le Retour ! (Label Bleu)
- 2008 : La Grande Ouverture (Atmosphériques, DeLuxe Productions)
- 2010 : Soundtrax (MusicUnit)
- 2015 : François de Roubaix (Train Fantôme)[7]
- 2017 : Soul cinema! (Train Fantôme)
- 2017 : Cartoons (Train Fantôme)
- 2018 : L'Odyssée (Train Fantôme)
- 2020 : Fred Pallem et Le Sacre du Tympan racontent les Fables de La Fontaine (Train Fantôme)
- 2022 : Fred Pallem et Le Sacre du Tympan : X (Train Fantôme)
- 2024 : Fred Pallem et Le Sacre du Tympan : Cartoons, Le Retour! (Train Fantôme)

## Prix et distinctions
- 2000 : « Premier prix d'orchestre », concours de Jazz à la Défense[2]
- 2006 : « Révélation française de l'année » aux Victoires de la musique, avec l'album Le Retour[3]
- 2008 : Nomination pour l'« album de l'année » aux Victoires du jazz[8]
- 2017 : « Coup de cœur Jeune Public », automne 2017 de l'Académie Charles-Cros pour Cartoons[réf. nécessaire]
- 2019 : « Groupe de l'année » aux Victoires du jazz, avec l'album X